# Heeze-Leende
Heeze-Leende este o comună în provincia Brabantul de Nord, Țările de Jos. Comuna este numită după cele două localități principale: Heeze și Leende.